# Lavagno
Lavagno település Olaszországban, Veneto régióban, Verona megyében. Lakosainak száma 8549 fő (2023. január 1.). Lavagno Caldiero, Colognola ai Colli, Illasi, Mezzane di Sotto és San Martino Buon Albergo községekkel határos.

## Népesség
A település népességének változása:
| Lakosok száma | 8425 | 8410 | 8549 |
|               | 2017 | 2018 | 2023 |